# Брент Рено
Брент Рено (англ. Brent Renaud; 2 жовтня 1971  — 13 березня 2022) — американський журналіст, письменник, режисер документальних фільмів та фотожурналіст. Рено працював зі своїм братом Крейгом Рено над створенням фільмів для таких каналів, як HBO і Vice News, а також був співробітником Нью-Йорк таймс. 13 березня 2022 року начальник поліції Київської області Андрій Нєбитов заявив, що Рено був убитий у передмісті під Києвом, висвітлюючи вторгнення Росії в Україну.

## Життя та кар'єра
Рено жив і працював у Нью-Йорку та місті Літл-Рок, штат Арканзас. Брент Рено та його брат Крейг створили серію фільмів і телевізійних програм, здебільшого зосереджених на гуманістичних історіях із гарячих точок світу. Вони висвітлювали війни в Іраку та Афганістані, землетрус 2010 року на Гаїті, політичні кризи в Єгипті та Лівії, конфлікти в Африці, мексиканську нарковійну та кризу біженців у Центральній Америці. Вони отримали кілька нагород у галузі телебачення та журналістики, включно з премією Пібоді в 2015 році за відеосерію «Last Chance High». Брати зняли документальний фільм Meth Storm, що вийшов 2017 року на HBO Documentary Films. 2019 року Рено був призначений запрошеним професором в Університеті Арканзасу. Рено був стипендіатом премії Німана 2019 року. Разом із братом він був стипендіатом Пулітцерівського центру. Вони також заснували Little Rock Film Festival.

## Смерть
Рено був застрелений солдатами РФ в Ірпіні, Київська область, Україна, під час висвітлення російського вторгнення в Україну 2022 року. Ще двоє журналістів отримали поранення і були госпіталізовані. Один із них, Хуан Арредондо, пізніше написав у Твіттері, що група журналістів знімала мирних жителів, які евакуювалися через один із мостів в Ірпені, коли російські солдати націлилися на них і вистрілили, смертельно поранивши Рено в шию.
Це було перше повідомлення про загибель іноземного журналіста під час війни в Україні 2022 року. Президент України Володимир Зеленський у своєму зверненні прокоментував інцидент як «свідомий напад російських військових».

## Фільмографія
- Воїни Чемпіони: Від Багдада до Пекіна[en], документальний фільм режисерів Брента та Крейга Рено[21].